# Sematophyllum leucocytus
Sematophyllum leucocytus là một loài Rêu trong họ Sematophyllaceae. Loài này được (Müll. Hal.) Sainsbury miêu tả khoa học đầu tiên năm 1955.